# Šatrijos Ragana
Šatrijos Ragana ("Vrăjitoarea din Šatrija") a fost pseudonimul lui Marija Pečkauskaitė (n. 8 martie 1877, Medingėnai⁠(d), Rietavas Municipality⁠(d), Lituania – d. 24 iulie 1930, Židikai⁠(d), Mažeikiai District Municipality⁠(d), Lituania), o pedagogă și scriitoare romantică și umanistă. Cele mai de succes lucrări ale ei sunt Sename dvare (Pe vechea moșie, 1922) și Irkos tragedija Irkos tragedija (Tragedia lui Irka).

## Biografie
S-a născut pe 8 martie 1877, în Medingėnai, Gubernia Kovno, într-o familie din mica nobilime lituană, fiind crescută în cultură poloneză. Totuși, s-a  împrietenit cu țărăni și, influențată de tutorele ei Povilas Višinskis, s-a alăturat Renașterii Naționale Lituane. Datorită sănătății precare și taxei de școlarizare mare, nu a absolvit gimnaziul la Sankt Petersburg și a trebuit să-și completeze educația privat în reședința Labūnava, lânga Užventis. Višinskis a tradus primele ei lucrări, scrise în poloneză, în lituaniană și le-a publicat în publicații lituane periodice libere, precum  Varpas și Ūkininkas. Totuși, ea nu a fost de acord cu agenda lor laice și s-a întors spre Tėvynės sargas și alte ziare pro-catolice. După moartea tatălui ei în 1898, familia s-a mutat în Šiauliai deoarece vechea proprietate a fost vândută pentru a achita datorii. În 1905 a primit o bursă de la societatea Žiburėlis, înființată de Gabrielė Petkevičaitė-Bitė, pentru a studia pedagogia la Universitatea din Zurich și Universitatea din Fribourg din Elveția. În timpul studiilor, l-a întâlnit pe Friedrich Wilhelm Foerster și a fost afectată de opiniile lui despre educație. Mai târziu a tradus o parte din lucrările sale în lituaniană. După ce s-a întors în Lituania în 1907, a stat o perioadă scurtă în Šaukotas și Vilnius. În 1909 a fost angajată ca profesoară la o școală de fete din Marijampolė. În 1915, s-a mutat în Židikai, unde și-a petrecut restul vieții lucrând ca profesoară. Ea a fost implicată activ în viața culturală a orașului, promovând abținerea de la băutură, organizând coruri de tineri și făcând fapte de caritate. Pentru realizările ei în pedagogie, a primit diploma de onoare a Univeristății din Lituania în 1928. A murit pe 24 iulie 1930, în Židikai, Lituania.

## Opere
- Margi paveikslėliai“ (1896),

- „Pirmas pabučiavimas“ (1898),
- „Dėl ko tavęs čia nėra?“ (1898),
- „Jau vakaruose užgeso saulėlydžiai“ (1900),
- „Rudens dieną“ (1903),
- „Viktutė“ (1903),
- „Iš daktaro pasakojimų“ (1904),
- „Atsiminimai apie broliuką Steponą“ (1939),
- „Sulaukė“ (1906),
- „Vincas Stonis“ (1906),
- „Pertraukta idilija“ (1906),
- „Nepasisekė Marytei“ (1906),
- „Dėl tėvynės“ (1907),
- „Adomienė“ (1908),
- „Pančiai“ (1920),
- „Sename dvare“ (1922)
- „Irkos tragedija“ (1924),
- „Mėlynoji mergelė“ (1925),
- „Motina – auklėtoja“ (1926).